# Giro del Delfinato 1969
Il Giro del Delfinato 1969, ventunesima edizione della corsa, si svolse dal 25 al 31 maggio su un percorso di 1126 km ripartiti in 6 tappe (la prima, la quinta e la sesta suddivise in due semitappe) più un cronoprologo, con partenza ad Avignone e arrivo a Lione. Fu vinto dal francese Raymond Poulidor della Mercier-BP-Hutchinson davanti al belga Ferdinand Bracke e al francese Roger Pingeon.

## Tappe
| Tappa   | Data      | Percorso                                        | km   | Vincitore di tappa     | Leader cl. generale |
| ------- | --------- | ----------------------------------------------- | ---- | ---------------------- | ------------------- |
| Prologo | 25 maggio | Avignone > Avignone (cron. individuale)         | 11   | Raymond Poulidor       | Raymond Poulidor    |
| 1ª-1ª   | 26 maggio | Avignone > Montélimar                           | 117  | Jaak De Boever         | Raymond Poulidor    |
| 1ª-1ª   | 26 maggio | Montélimar > Valence                            | 85   | Ferdinand Bracke       | Ferdinand Bracke    |
| 2ª      | 27 maggio | Valence > Grenoble                              | 201  |                        | Ferdinand Bracke    |
| 3ª      | 28 maggio | Grenoble > Annecy                               | 181  | Jean-Claude Theillière | Ferdinand Bracke    |
| 4ª      | 29 maggio | Annecy > Chalon-sur-Saône                       | 227  | Pietro Guerra          | Ferdinand Bracke    |
| 5ª-1ª   | 30 maggio | Montceau-les-Mines > Digoin (cron. individuale) | 34   | Raymond Poulidor       | Raymond Poulidor    |
| 5ª-2ª   | 30 maggio | Digoin > Roanne                                 | 81   | Eric Leman             | Raymond Poulidor    |
| 6ª-1ª   | 31 maggio | Roanne > Saint-Étienne                          | 118  | Jos Huysmans           | Raymond Poulidor    |
| 6ª-2ª   | 31 maggio | Saint-Étienne > Lione                           | 70   | Walter Godefroot       | Raymond Poulidor    |
| Totale  | Totale    | Totale                                          | 1126 |                        |                     |

## Dettagli delle tappe

### Prologo
- 25 maggio: Avignone > Avignone (cron. individuale) – 11 km

| Pos. | Corridore        | Squadra | Tempo |
| ---- | ---------------- | ------- | ----- |
| 1    | Raymond Poulidor | Mercier |       |
| 2    | Roger Pingeon    | Peugeot |       |
| 3    | Jacques Anquetil | Bic     |       |

| Pos. | Corridore        | Squadra | Tempo |
| ---- | ---------------- | ------- | ----- |
| 1    | Raymond Poulidor | Mercier |       |

### 1ª tappa - 1ª semitappa
- 26 maggio: Avignone > Montélimar – 117 km

| Pos. | Corridore       | Squadra      | Tempo |
| ---- | --------------- | ------------ | ----- |
| 1    | Jaak De Boever  | Flandria     |       |
| 2    | Ronald De Witte | Mann-Grundig |       |
| 3    | Pietro Guerra   | Salvarani    |       |

| Pos. | Corridore        | Squadra | Tempo |
| ---- | ---------------- | ------- | ----- |
| 1    | Raymond Poulidor | Mercier |       |

### 1ª tappa - 2ª semitappa
- 26 maggio: Montélimar > Valence – 85 km

| Pos. | Corridore        | Squadra  | Tempo |
| ---- | ---------------- | -------- | ----- |
| 1    | Ferdinand Bracke | Peugeot  |       |
| 2    | Francis Rigon    | Frimatic |       |
| 3    | Pieter Nassen    | Flandria |       |

| Pos. | Corridore        | Squadra | Tempo |
| ---- | ---------------- | ------- | ----- |
| 1    | Ferdinand Bracke | Peugeot |       |

### 2ª tappa
- 27 maggio: Valence > Grenoble – 201 km

### 3ª tappa
- 28 maggio: Grenoble > Annecy – 181 km

| Pos. | Corridore              | Squadra      | Tempo |
| ---- | ---------------------- | ------------ | ----- |
| 1    | Jean-Claude Theillière | Sonolor      |       |
| 2    | Willy Van Neste        | Mann-Grundig |       |
| 3    | Ferdinand Bracke       | Peugeot      |       |

| Pos. | Corridore        | Squadra | Tempo |
| ---- | ---------------- | ------- | ----- |
| 1    | Ferdinand Bracke | Peugeot |       |

### 4ª tappa
- 29 maggio: Annecy > Chalon-sur-Saône – 227 km

| Pos. | Corridore        | Squadra   | Tempo |
| ---- | ---------------- | --------- | ----- |
| 1    | Pietro Guerra    | Salvarani |       |
| 2    | Francis Rigon    | Frimatic  |       |
| 3    | Andrés Gandarias | KAS       |       |

| Pos. | Corridore        | Squadra | Tempo |
| ---- | ---------------- | ------- | ----- |
| 1    | Ferdinand Bracke | Peugeot |       |

### 5ª tappa - 1ª semitappa
- 30 maggio: Montceau-les-Mines > Digoin (cron. individuale) – 34 km

| Pos. | Corridore        | Squadra | Tempo |
| ---- | ---------------- | ------- | ----- |
| 1    | Raymond Poulidor | Mercier |       |
| 2    | Ferdinand Bracke | Peugeot |       |
| 3    | Roger Pingeon    | Peugeot |       |

| Pos. | Corridore        | Squadra | Tempo |
| ---- | ---------------- | ------- | ----- |
| 1    | Raymond Poulidor | Mercier |       |

### 5ª tappa - 2ª semitappa
- 30 maggio: Digoin > Roanne – 81 km

| Pos. | Corridore           | Squadra      | Tempo |
| ---- | ------------------- | ------------ | ----- |
| 1    | Eric Leman          | Flandria     |       |
| 2    | Sigfrido Fontanelli | Molteni      |       |
| 3    | Peter Abt           | Zimba-Mondia |       |

| Pos. | Corridore        | Squadra | Tempo |
| ---- | ---------------- | ------- | ----- |
| 1    | Raymond Poulidor | Mercier |       |

### 6ª tappa - 1ª semitappa
- 31 maggio: Roanne > Saint-Étienne – 118 km

| Pos. | Corridore        | Squadra      | Tempo |
| ---- | ---------------- | ------------ | ----- |
| 1    | Jos Huysmans     | Mann-Grundig |       |
| 2    | Wilfried Peffgen | Salvarani    |       |
| 3    | Roland Berland   | Bic          |       |

| Pos. | Corridore        | Squadra | Tempo |
| ---- | ---------------- | ------- | ----- |
| 1    | Raymond Poulidor | Mercier |       |

### 6ª tappa - 2ª semitappa
- 31 maggio: Saint-Étienne > Lione – 70 km

| Pos. | Corridore        | Squadra  | Tempo |
| ---- | ---------------- | -------- | ----- |
| 1    | Walter Godefroot | Flandria |       |
| 2    | Sigi Renz        | GBC      |       |
| 3    | Giannino Bianco  | Molteni  |       |

| Pos. | Corridore        | Squadra | Tempo     |
| ---- | ---------------- | ------- | --------- |
| 1    | Raymond Poulidor | Mercier | 29h42'55" |
| 2    | Ferdinand Bracke | Peugeot | a 18"     |
| 3    | Roger Pingeon    | Peugeot | a 45"     |

## Classifiche finali

### Classifica generale
| Pos. | Corridore              | Squadra                   | Tempo     |
| ---- | ---------------------- | ------------------------- | --------- |
| 1    | Raymond Poulidor       | Mercier-BP-Hutchinson     | 29h42'55" |
| 2    | Ferdinand Bracke       | Peugeot-BP-Michelin       | a 18"     |
| 3    | Roger Pingeon          | Peugeot-BP-Michelin       | a 45"     |
| 4    | Jacques Anquetil       | Bic                       | a 2'50"   |
| 5    | Willy Van Neste        | Mann-Grundig              | a 3'15"   |
| 6    | Paul Gutty             | Frimatic-Viva-de Gribaldy | a 3'56"   |
| 7    | Herman Van Springel    | Mann-Grundig              | a 4'11"   |
| 8    | Francisco Galdós       | KAS                       | a 4'58"   |
| 9    | Aurelio González       | KAS                       | a 5'10"   |
| 10   | Jean-Claude Theillière | Sonolor-Lejeune           | a 7'36"   |